# Stiptopodius patrizii
Stiptopodius patrizii är en skalbaggsart som beskrevs av Antoine Boucomont 1923. Stiptopodius patrizii ingår i släktet Stiptopodius och familjen bladhorningar. Inga underarter finns listade i Catalogue of Life.